# Förnakrämskinn
Förnakrämskinn (Hypochnicium lundellii) är en svampart som först beskrevs av Hubert Bourdot, och fick sitt nu gällande namn av J. Erikss. 1958. Förnakrämskinn ingår i släktet Hypochnicium och familjen Meruliaceae.  Arten är reproducerande i Sverige. Inga underarter finns listade i Catalogue of Life.